# 南海22000系電車

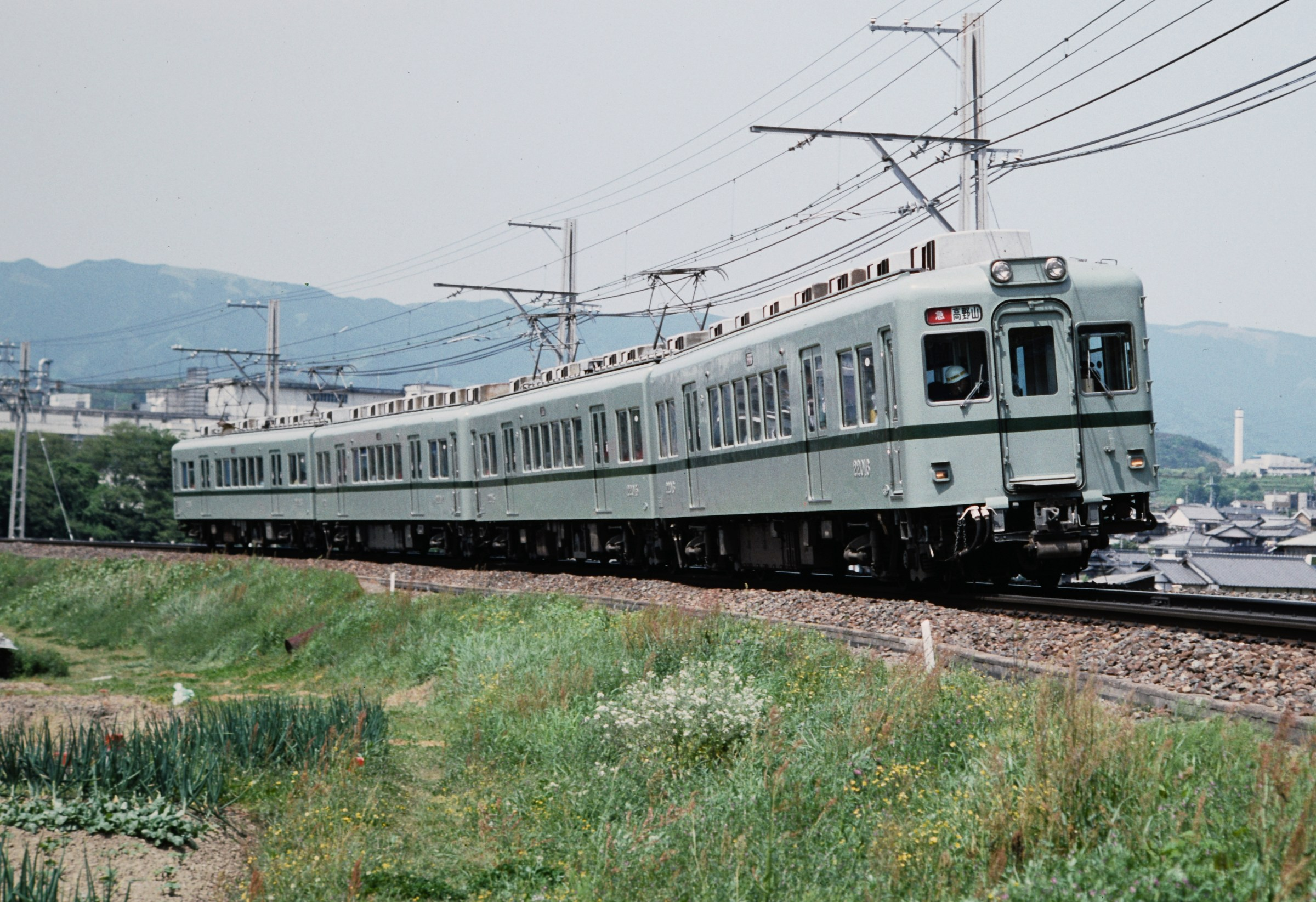
南海22000系
（1992年5月3日 橋本駅 - 紀伊清水駅間）

南海22000系電車（なんかい22000けいでんしゃ）とは、南海電気鉄道に在籍している一般車両（通勤形電車）で、「ズームカー」の一系列。「通勤ズーム」「角ズーム」とも通称される。
本項では改造（車体更新）により派生した2200系電車についても記載する。このうち和歌山電鐵に引き継がれた車両については和歌山電鐵2270系電車を参照のこと。

## 概要

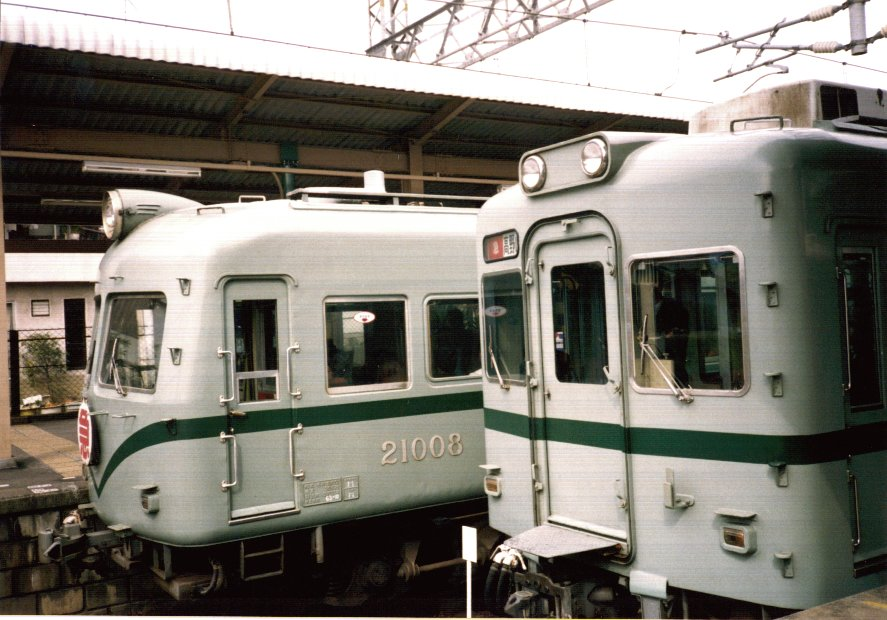
21000系（奥）との並び

1958年（昭和33年）から1964年（昭和39年）にかけて、高野線では山岳区間直通（大運転 = 全区間運転）用の高性能車として21001系を新製していた。大運転は急行として運行するため、当時宅地開発の進行で乗客数が急激に増加していた河内長野駅以北で、4両編成の急行の車内は相当な混雑を呈していた。このため混雑緩和を図る増結用車両として、本系列が1969年（昭和44年）より導入された。1972年（昭和47年）までに2両編成×16本の計32両が製造された。各車両の形式はモハ22001形で、奇数車 - 偶数車により編成を組む。

## 構造

### 車体
車体は普通鋼製で、客用ドアは1.3 m幅の両開き扉と、一枚下降式の側窓を採用した。前面は21001系の非貫通型に対し貫通型となった。7100系を17 m2扉車にしたようなスタイリングで、座席も全席ロングシートである。奇数車にパンタグラフが2基装備されている。

### 主要機器
制御方式は抵抗制御で21001系と同一性能だが、電装品は1973年（昭和48年）の架線電圧1500 Vへの昇圧に対応して複電圧仕様とされ、一台の制御器で4個の電動機を制御する21001系の1C4M方式から、南海としては初採用の1C8M方式に変更された。主制御器は偶数車に装備されている。台車は21001系と同じ住友金属 FS-17（FS-317）である。

## 製造
1969年（昭和44年）に上記の目的で1次車、22001-22002～22007-22008の4本8両が新造された。
- 22001-22002（1969年10月4日竣工）
- 22003-22004（1969年10月4日竣工）
- 22005-22006（1969年10月15日竣工）
- 22007-22008（1969年10月15日竣工）

翌1970年（昭和45年）に大運転に一部残っていた旧型車の1251形を全て置き換える目的で2次車、22009-22010～22027-22028の10本20両を新製し、極楽橋駅直通にも編成を2本併結して充当するようになった。2次車ではパンタグラフは下枠交差式となり、冷房装置の設置準備工事がされている。
- 22009-22010（1970年9月14日竣工）
- 22011-22012（1970年9月14日竣工）
- 22013-22014（1970年9月14日竣工）
- 22015-22016（1970年9月14日竣工）
- 22017-22018（1970年10月1日竣工）
- 22019-22020（1970年10月1日竣工）
- 22021-22022（1970年10月1日竣工）
- 22023-22024（1970年10月1日竣工）
- 22025-22026（1970年10月26日竣工）
- 22027-22028（1970年10月26日竣工）

最終増備車である1972年（昭和47年）度の3次車、22029-22030～22031-22032の2本4両は2次車に準拠しているが、新製時から分散式の冷房装置が搭載され、また、前面には方向幕が設置された。
- 22029-22030（1972年6月30日竣工）
- 22031-22032（1972年6月30日竣工）

製造は2次車までは東急車輛製造大阪製作所が担当したが、旧帝國車輛工業から継承したこの工場での鉄道車両製造は1971年（昭和46年）で打ち切られたため、それ以後に発注された3次車については東急車輛横浜製作所が担当した。

## 改造工事

### 冷房化改造
1・2次車も後に冷房化改造がされ（この際には前面のみならず側面にも方向幕を設置し、3次車も1975年（昭和50年）に側面方向幕を追設）、1次車ではパンタグラフが菱形から下枠交差式に変更されている。なお、冷房化されて以降も1次車と2・3次車とでは電動発電機の形式が違う（1次車は TDK-3736-A、2・3次車は TDK-3725-A）。

### 更新工事と2200系への改番
22000系は1994年（平成6年）以降の更新工事により、以下の3仕様に改造された。改造に合わせて車号が整理され、新たに2200系となった。
1. 高野線用
2. 支線用
3. 貴志川線用

工事の共通項として、車体は7100系と同様のブロック工法により側構体、外板、雨樋を新製して取り替え、客室も7100系に準じて内装を新調、各車両に車椅子スペースを新設した。
| ← なんば・加太・汐見橋和歌山港・高師浜・多奈川・極楽橋 → ← 貴志和歌山 → | ← なんば・加太・汐見橋和歌山港・高師浜・多奈川・極楽橋 → ← 貴志和歌山 → | ← なんば・加太・汐見橋和歌山港・高師浜・多奈川・極楽橋 → ← 貴志和歌山 → | ← なんば・加太・汐見橋和歌山港・高師浜・多奈川・極楽橋 → ← 貴志和歌山 →   |
| 区分                                                                    | 製造時車両番号                                                          | 改造後車両番号                                                          | 備考                                                                      |
| ----------------------------------------------------------------------- | ----------------------------------------------------------------------- | ----------------------------------------------------------------------- | ------------------------------------------------------------------------- |
| 1次車                                                                   | モハ22001-モハ22002                                                     |                                                                         | 廃車解体                                                                  |
| 1次車                                                                   | モハ22003-モハ22004                                                     |                                                                         | 廃車後熊本電気鉄道へ譲渡（モハ201-モハ202→モハ201A-モハ202A）             |
| 1次車                                                                   | モハ22005-モハ22006                                                     | モハ2201-モハ2251                                                       | 2024年8月に銚子電気鉄道へ譲渡（クハ22005-デハ22006）                      |
| 1次車                                                                   | モハ22007-モハ22008                                                     | モハ2202-モハ2252                                                       | 2023年8月に銚子電気鉄道へ譲渡（クハ22007-デハ22008）                      |
| 2次車                                                                   | モハ22009-モハ22010                                                     | モハ2233-モハ2283                                                       | 2024年7月廃車                                                             |
| 2次車                                                                   | モハ22011-モハ22012                                                     | モハ2231-モハ2281                                                       | 復元デザイン車両                                                          |
| 2次車                                                                   | モハ22013-モハ22014                                                     | モハ2203-モハ2253                                                       | 観光列車「天空」用に再改造の上、モハ2208-モハ2258に改番。                 |
| 2次車                                                                   | モハ22015-モハ22016                                                     | モハ2232-モハ2282                                                       |                                                                           |
| 2次車                                                                   | モハ22017-モハ22018                                                     |                                                                         | 廃車解体                                                                  |
| 2次車                                                                   | モハ22019-モハ22020                                                     | クハ2705-モハ2275                                                       | 貴志川線移管により和歌山電鐵へ譲渡（たま電車）                            |
| 2次車                                                                   | モハ22021-モハ22022                                                     |                                                                         | 廃車解体                                                                  |
| 2次車                                                                   | モハ22023-モハ22024                                                     | クハ2706-モハ2276                                                       | 貴志川線移管により和歌山電鐵へ譲渡（おもちゃ電車→たま電車ミュージアム号） |
| 2次車                                                                   | モハ22025-モハ22026                                                     | クハ2703-モハ2273                                                       | 貴志川線移管により和歌山電鐵へ譲渡（うめ星電車）                          |
| 2次車                                                                   | モハ22027-モハ22028                                                     | クハ2704-モハ2274                                                       | 貴志川線移管により和歌山電鐵へ譲渡（動物愛護電車）                        |
| 3次車                                                                   | モハ22029-モハ22030                                                     | クハ2701-モハ2271                                                       | 貴志川線移管により和歌山電鐵へ譲渡（いちご電車）                          |
| 3次車                                                                   | モハ22031-モハ22032                                                     | クハ2702-モハ2272                                                       | 貴志川線移管により和歌山電鐵へ譲渡（チャギントン電車）                    |

#### 高野線用改造車

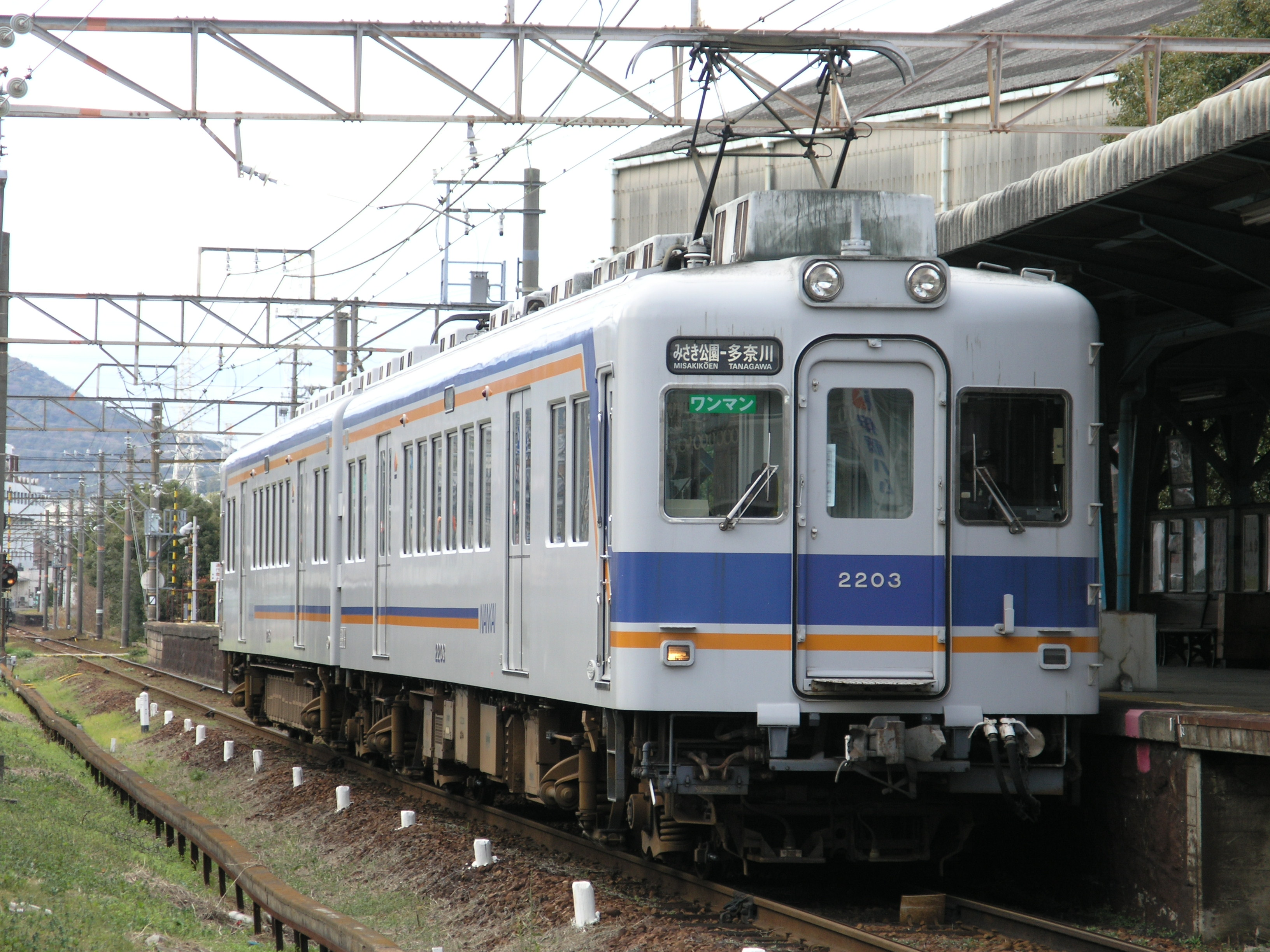
2200系高野線用改造車
（2008年1月 深日港駅）

高野線の大運転に継続使用するため、22005・22007・22013編成の3本が、順に2201 - 2251・2202 - 2252・2203 - 2253へと改造された。形式は元奇数車がモハ2201形、元偶数車がモハ2251形である。
方向幕は7100系後期更新車と同様に拡大されている。また、客室は床材がローンテックス充填方式とされ、側引戸の戸閉機も交換された。このほか2000系との併結運転を前提に、2000系のラインデリアを遠隔操作するスイッチを新設した。
しばらくは大運転に使用されていたが、その後の計画変更によって大運転が2000系に統一される方針となり、本改造車は1997年（平成9年）をもって支線に転出することとなった。支線転出時に後述の支線用改造車に仕様を合わせるため、車体の嵩上げ工事などが行われたが、正面の貫通幌枠はそのまま残された。
その後、2000年（平成12年）にワンマン運転改造工事が施工され、同時にバリアフリー化としてドアチャイム・開扉誘導鈴が設置された。
2009年（平成21年）、2203 - 2253が後述の「天空」に再改造され、高野線へ里帰りすることとなった。

#### 支線用改造車

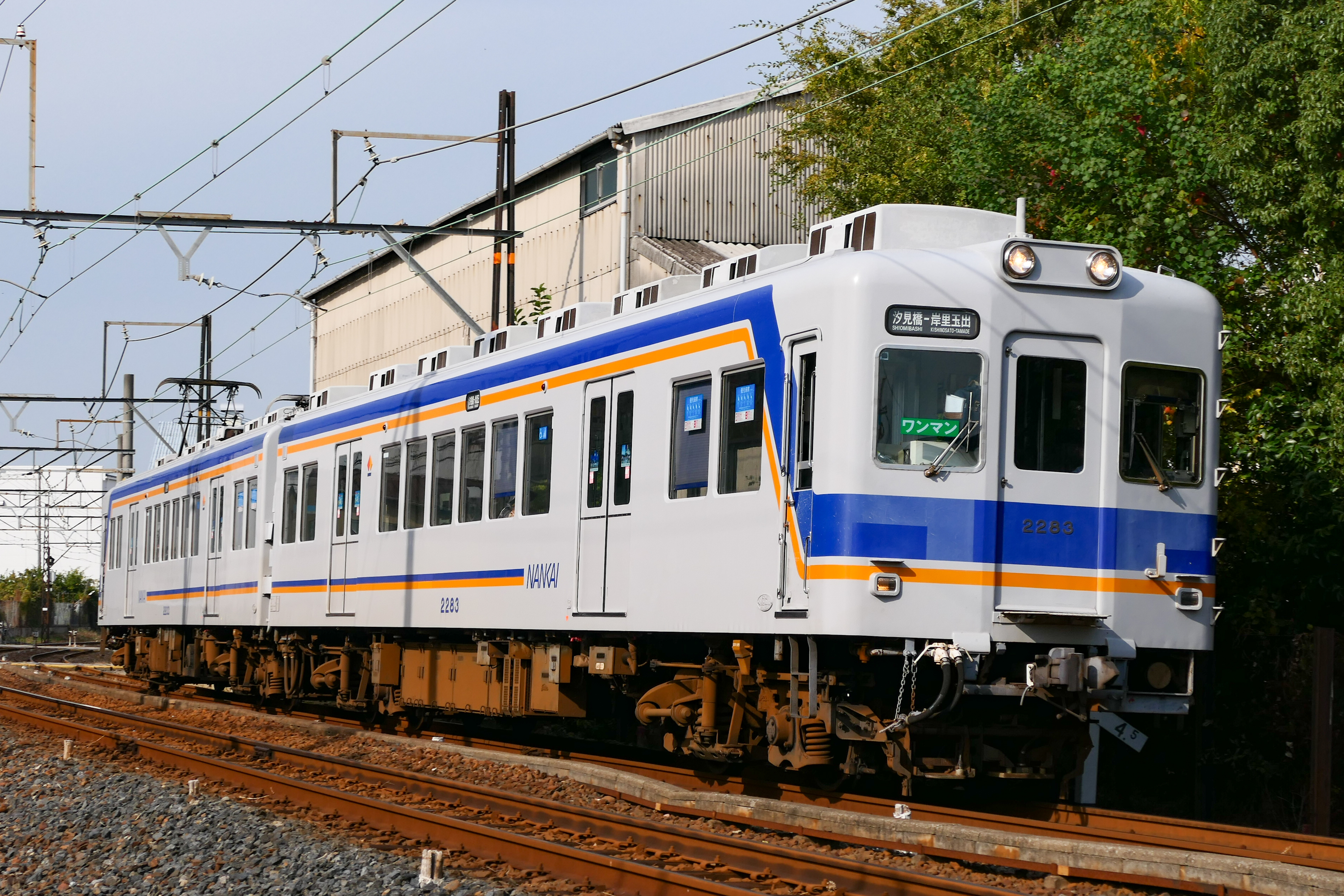
支線用改造車
（2023年11月4日 津守駅 - 木津川駅間）

1521系が運用されていた各支線の冷房化を目的に、22011・22015・22009編成の3本が、順に2231 - 2281・2232 - 2282・2233 - 2283へと改造された。形式は元奇数車がモハ2231形、元偶数車がモハ2281形である。
本改造車は2両編成での単独運用を前提としているため、正面の貫通幌枠および電気連結器が撤去されたほか、各駅のホーム高さとの兼合いから床面高さを60 mm上げられた。方向幕は高野線用改造車と異なり改造前のサイズそのままとされ、戸閉機も更新前のものを流用している。
2000年（平成12年）にワンマン運転改造工事が行われた。

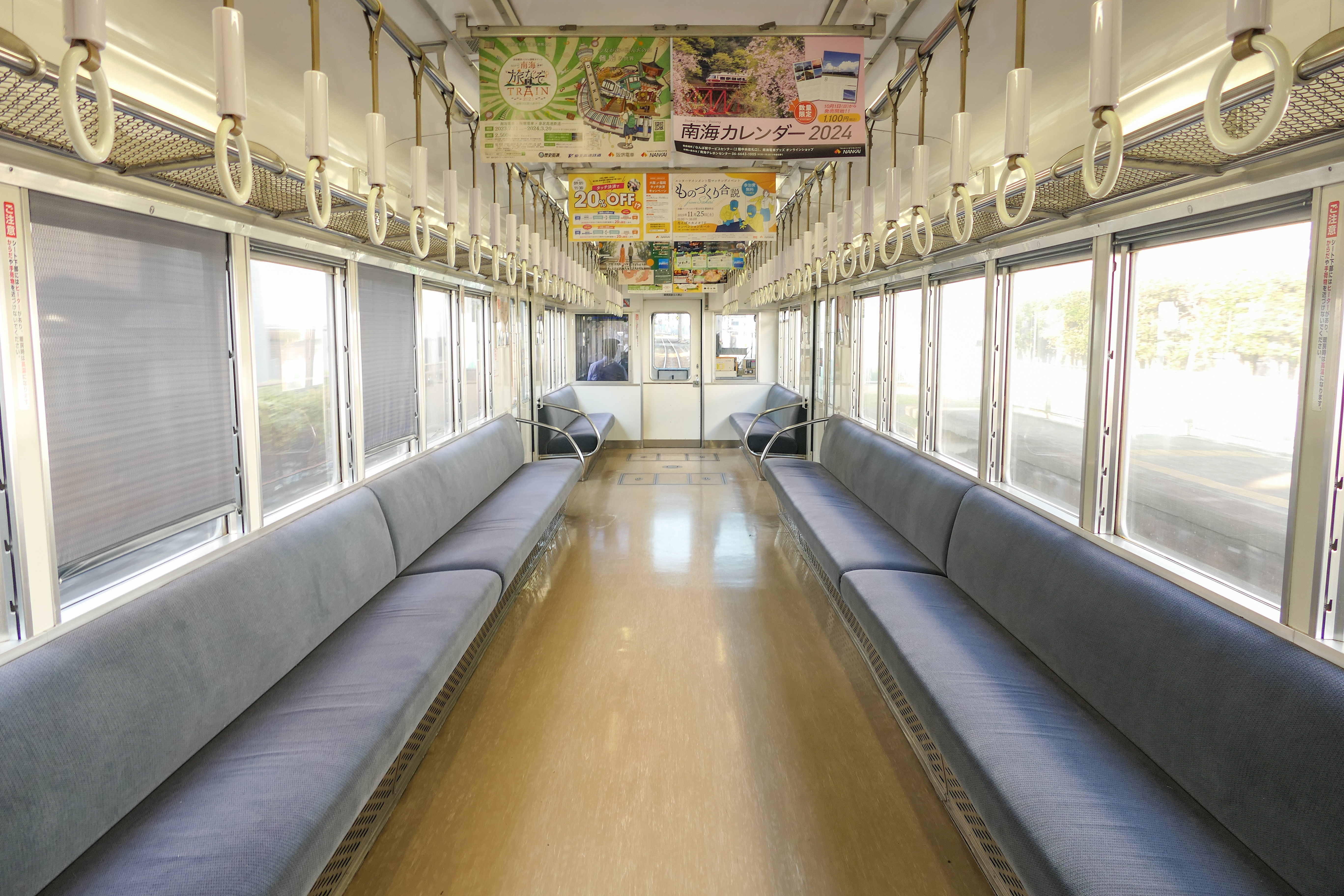
車内
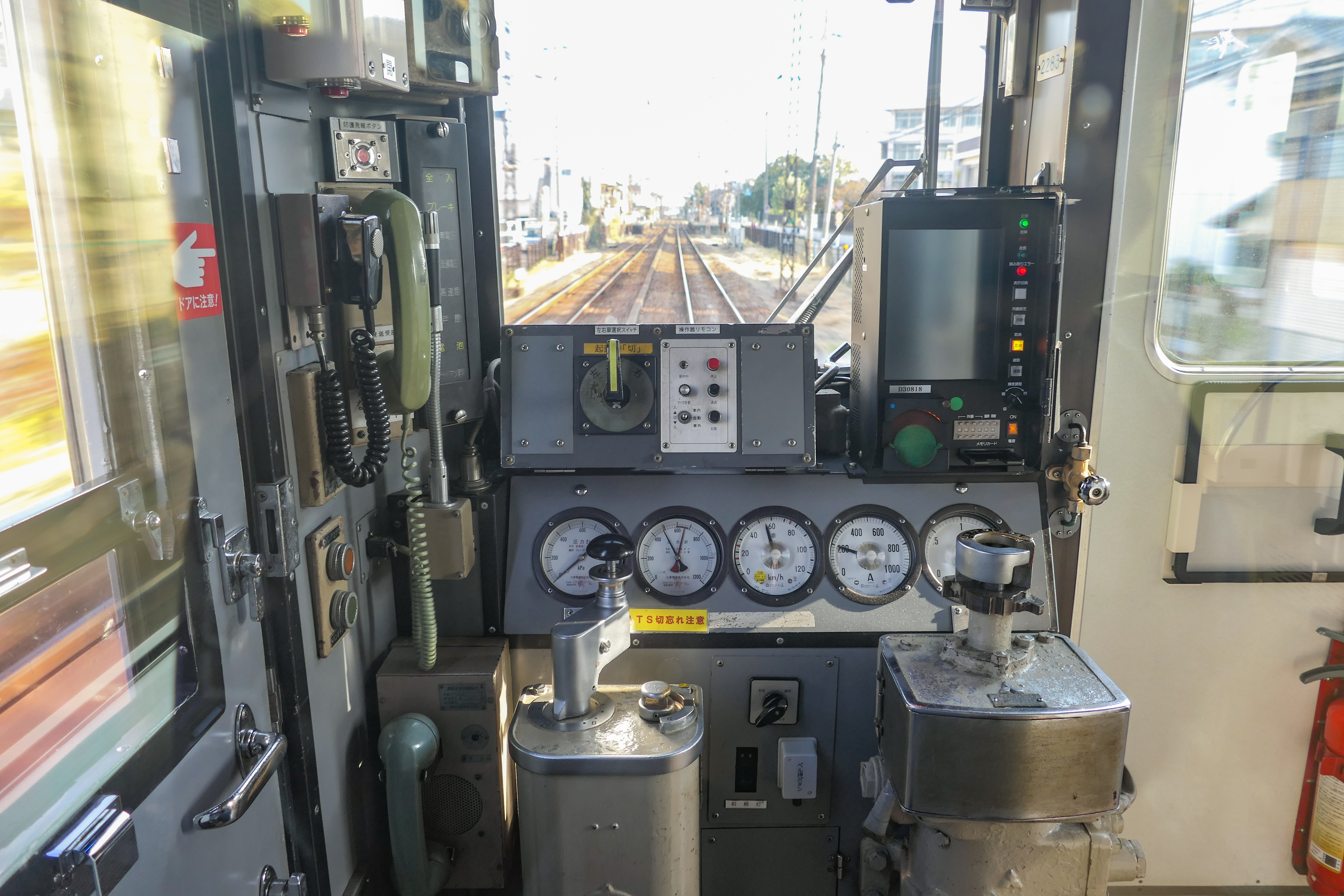
ワンマン改造後の運転台
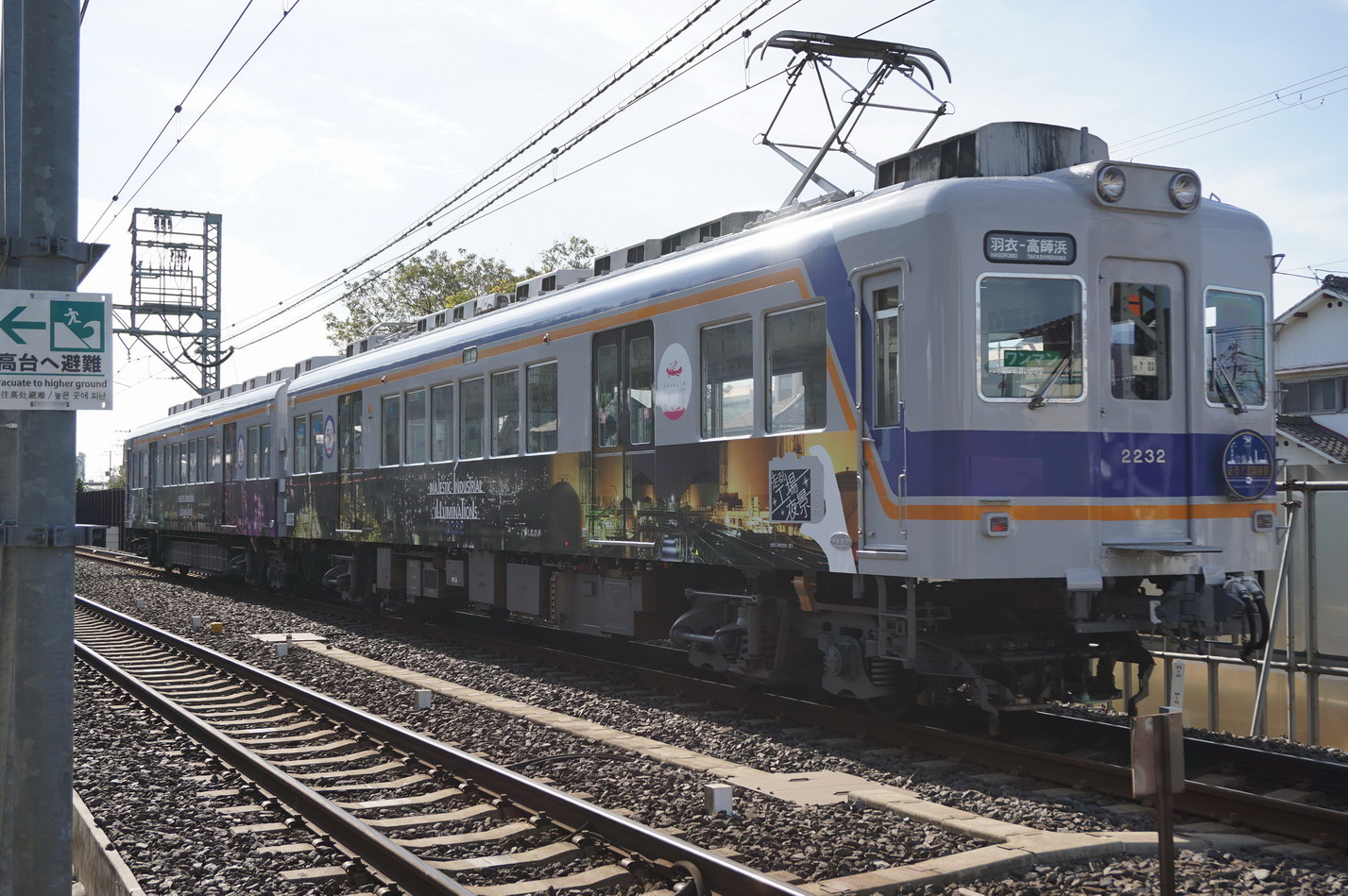
高石市制50周年記念ラッピング車「走るǃ工場夜景」
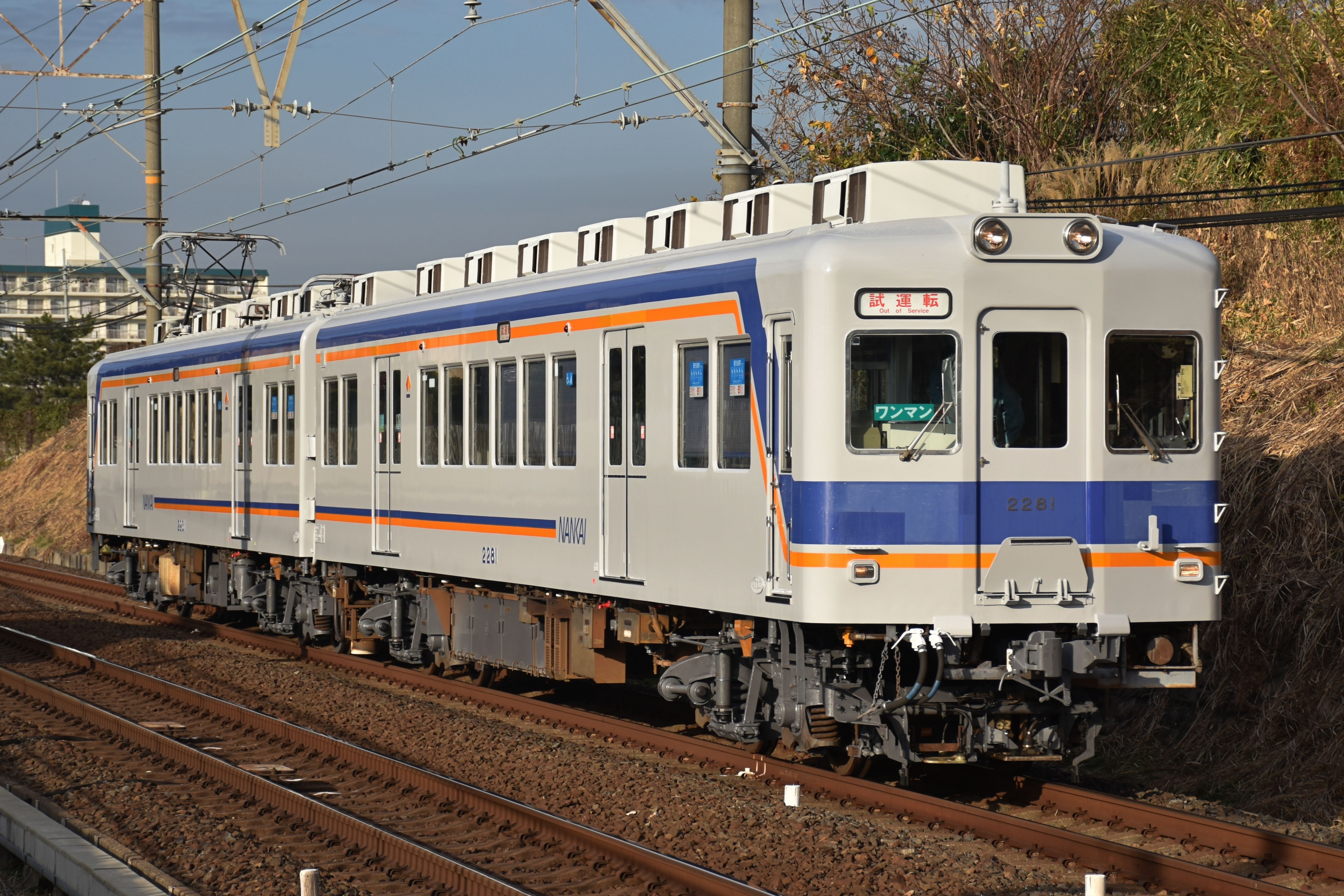
2231編成(偶数側)検査出場試運転時は高野線を走行する。

#### 貴志川線用改造車

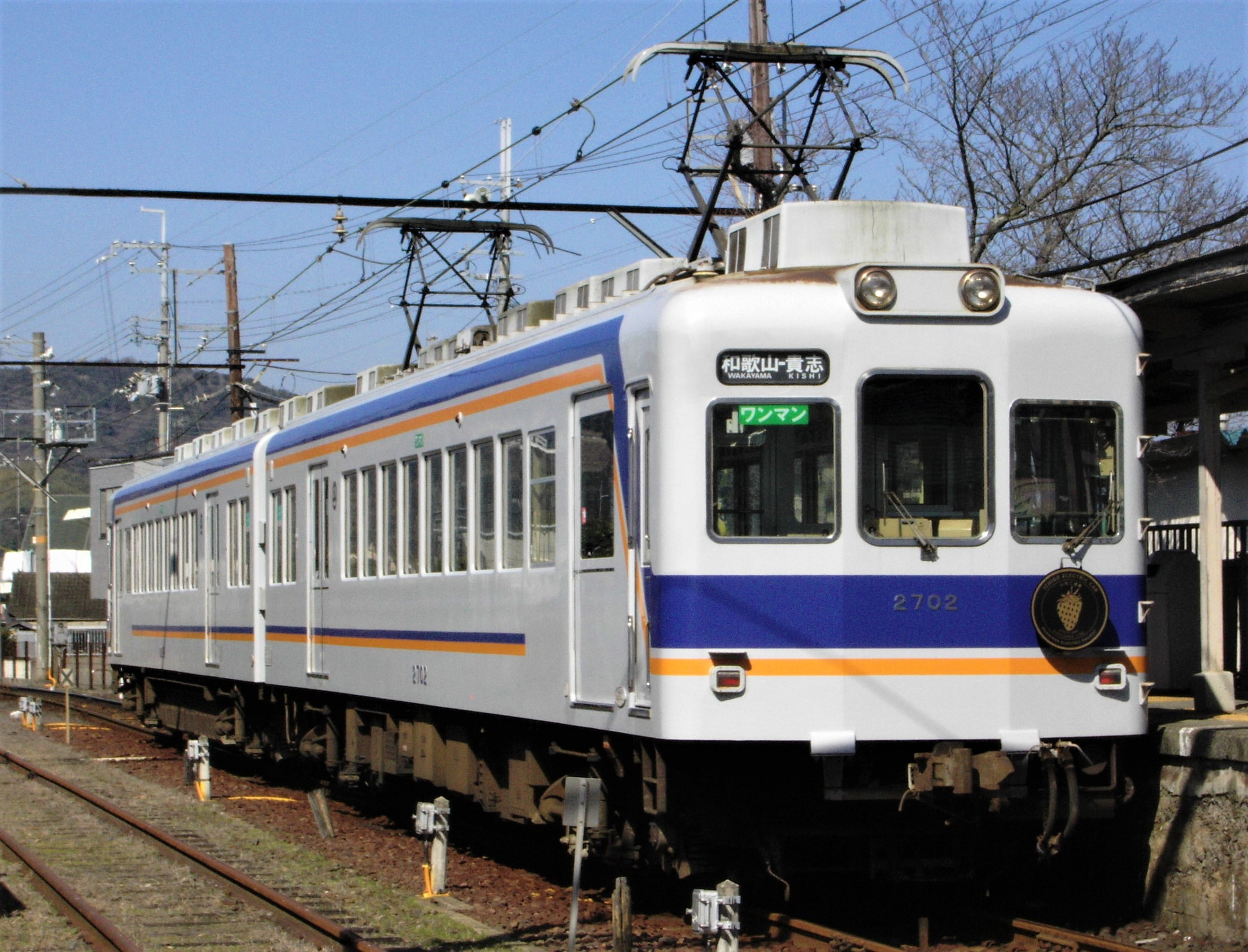
貴志川線用改造車（2007年5月 貴志駅）
撮影時点ですでに和歌山電鐵に譲渡済み。

貴志川線の近代化・合理化の一環として、1201形を置き換えるために投入された。22029・22031・22025・22027・22019・22023編成の6本が、順に2701 - 2271・…・2706 - 2276へと改造された。元奇数車は電装解除されクハ2701形、元偶数車は1C4M方式のモハ2271形となった。
前面の貫通扉は完全に塞がれ、ワンマン化のため前面側の側引戸を乗務員室直後に移設、片開き扉としたほか、車内に整理券発行機を新設した。当時の貴志川線は600 V電化であったが、南海本線などを経由する自走回送を考慮し、電装品は改造前からの1,500/600 V複電圧対応とされている。
2006年（平成18年）、貴志川線の和歌山電鐵移管に伴い全車が譲渡され、同社の2270系となった。

### 観光列車「天空」
| 「天空」海側 |  | 「天空」山側 |
| 「天空」海側 |  | 「天空」山側 |

2009年（平成21年）7月3日に運行開始される高野線山岳区間（橋本駅 - 極楽橋駅間）の観光列車「天空」（てんくう）用に、2203編成が再改造され、改造車の形式称号・車両番号はモハ2208形2208-モハ2258形2258となった。車両番号の下2桁"08"は橋本の「ハ」を、"58"は高野山の「コーヤ」を表している。
改造内容は以下の通り。
- 2258の後扉が埋め込まれ、客用窓になっている。また、その内側には海側（極楽橋に向かって右側）にスタンドテーブル、山側に畳敷きのスペースが設置されたイベントスペースとなっている。
- 2208の前扉内側に固定式の柵が設置され、その部分が展望デッキとなった。通常は前扉を開放した状態で運行するが、従来どおり前扉を閉じての運行も可能である。
- 海側の側窓が、運転台扉と前扉の間を除いて連続窓に改造された。また、2208では改造部分の下に小窓を設けている。
- 座席は木目調で、車端部がテーブル付きの固定クロスシート、扉間は海側に向いた2列のロングシートとなった。ロングシート部分は「ワンビュー座席」と名づけられ、後部座席からの展望を良くするため段差が付けられている。
- 塗色は、濃緑色地に前面・扉間窓下に赤を配したものになっており、2258の前面には更に金色の帯が2本追加されている。橋本側の2208の前頭部側面は、後述の連結の関係から妻側と同じ塗装が施されている（通常は先頭として使用されないため）。また、扉間中央に「天空」のロゴマーク、戸袋部分に50 ‰勾配と南海のCIマークを用いたオリジナルのズームカーロゴマークが配置されている。
- 2000系・2300系と併結する関係上、運転台側の連結器は電気連結器付きの密着式に戻されている。これに伴い、併結面となる2208の前面に貫通幌が装着された。
- 支線転用のため嵩上げしていた床面高さを60 mm下げて復元した[17]。

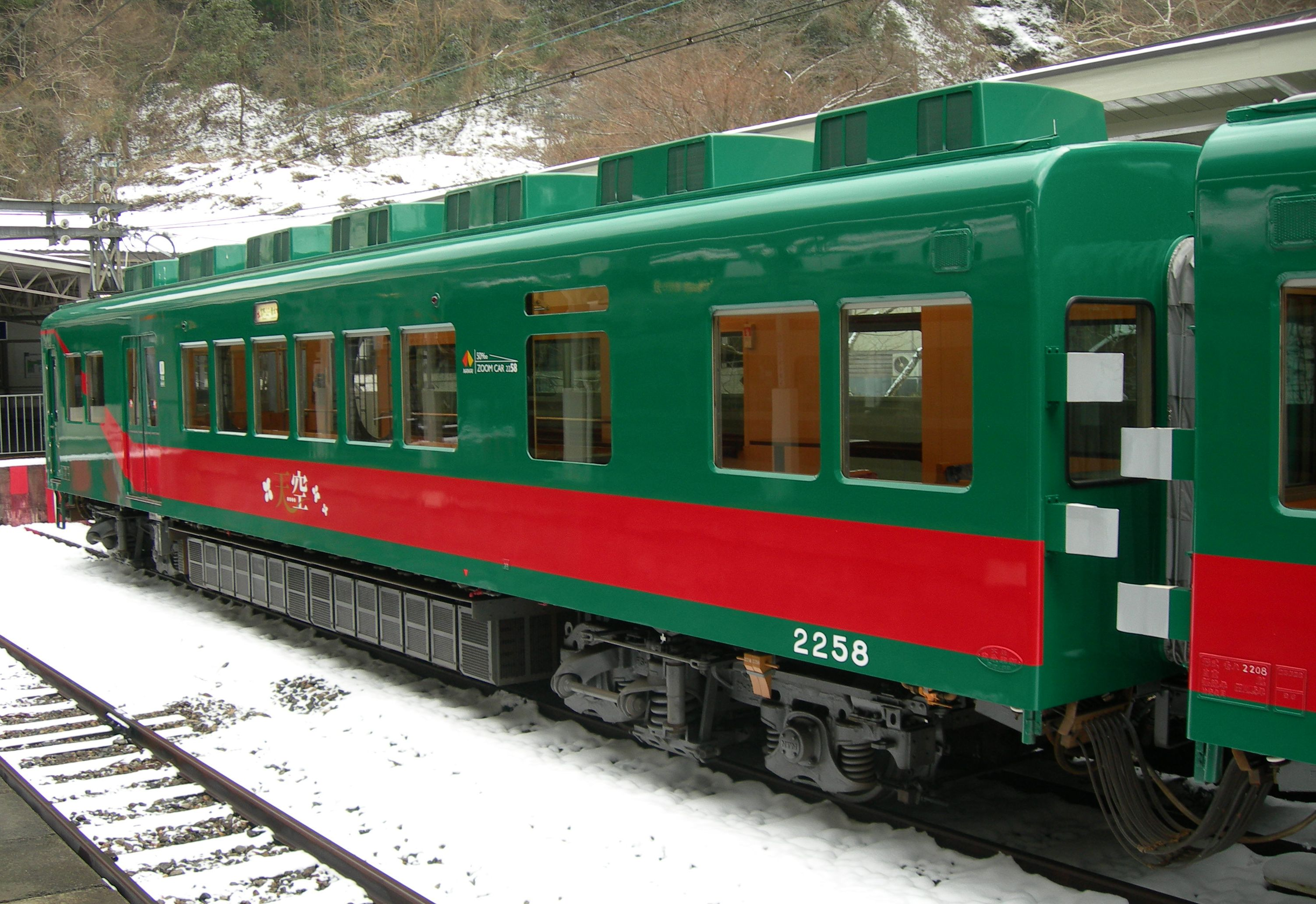
モハ2258
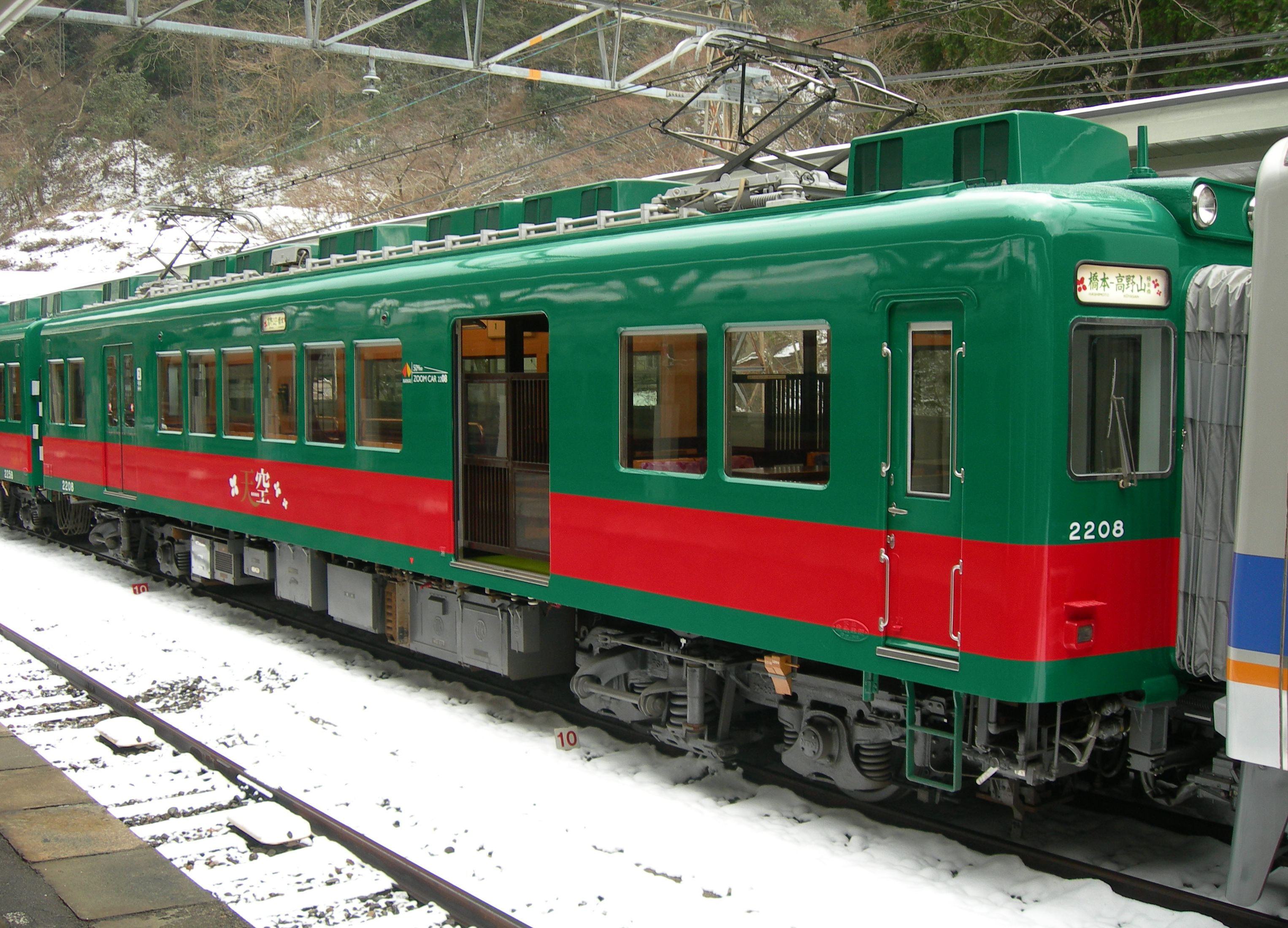
モハ2208
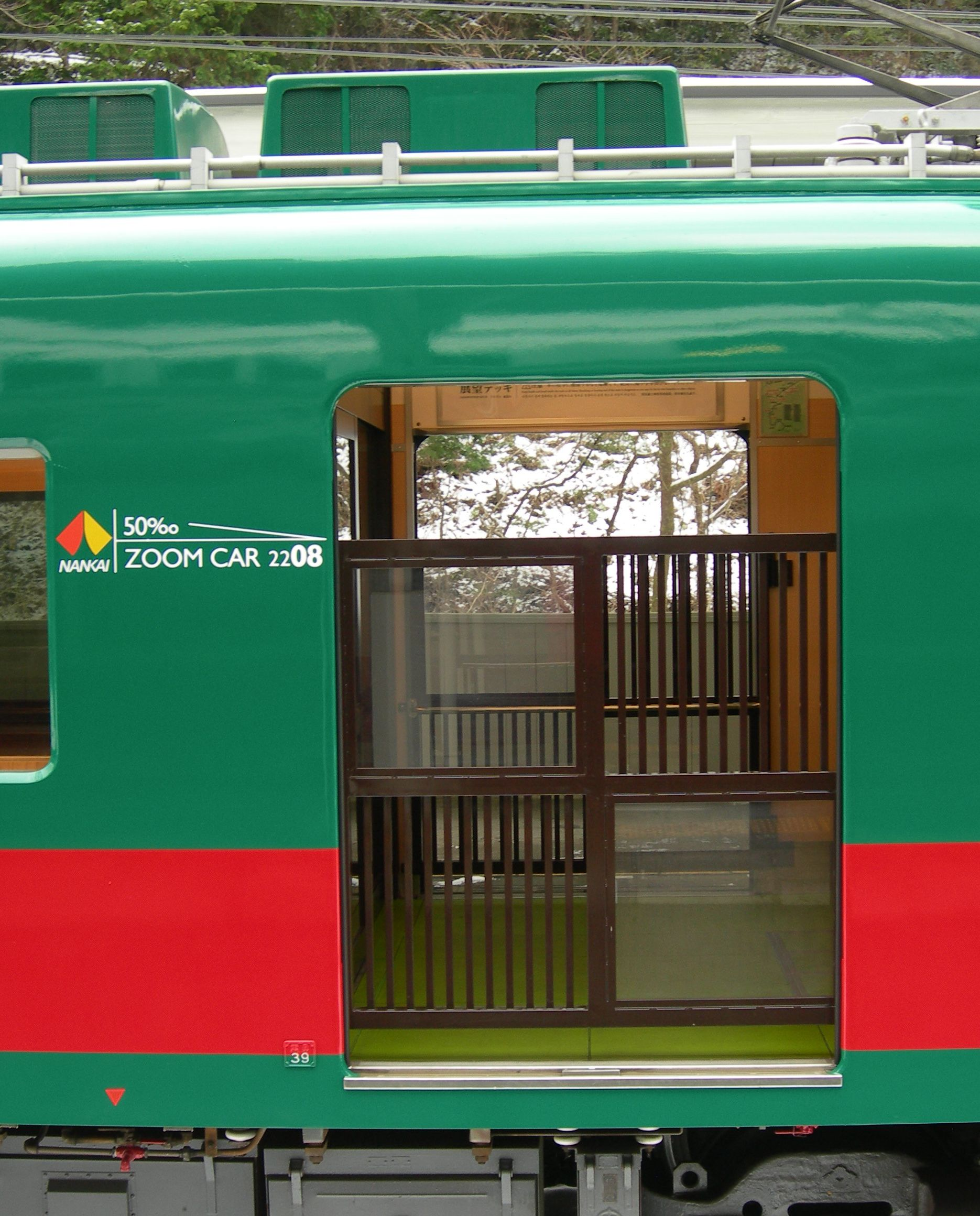
展望デッキ
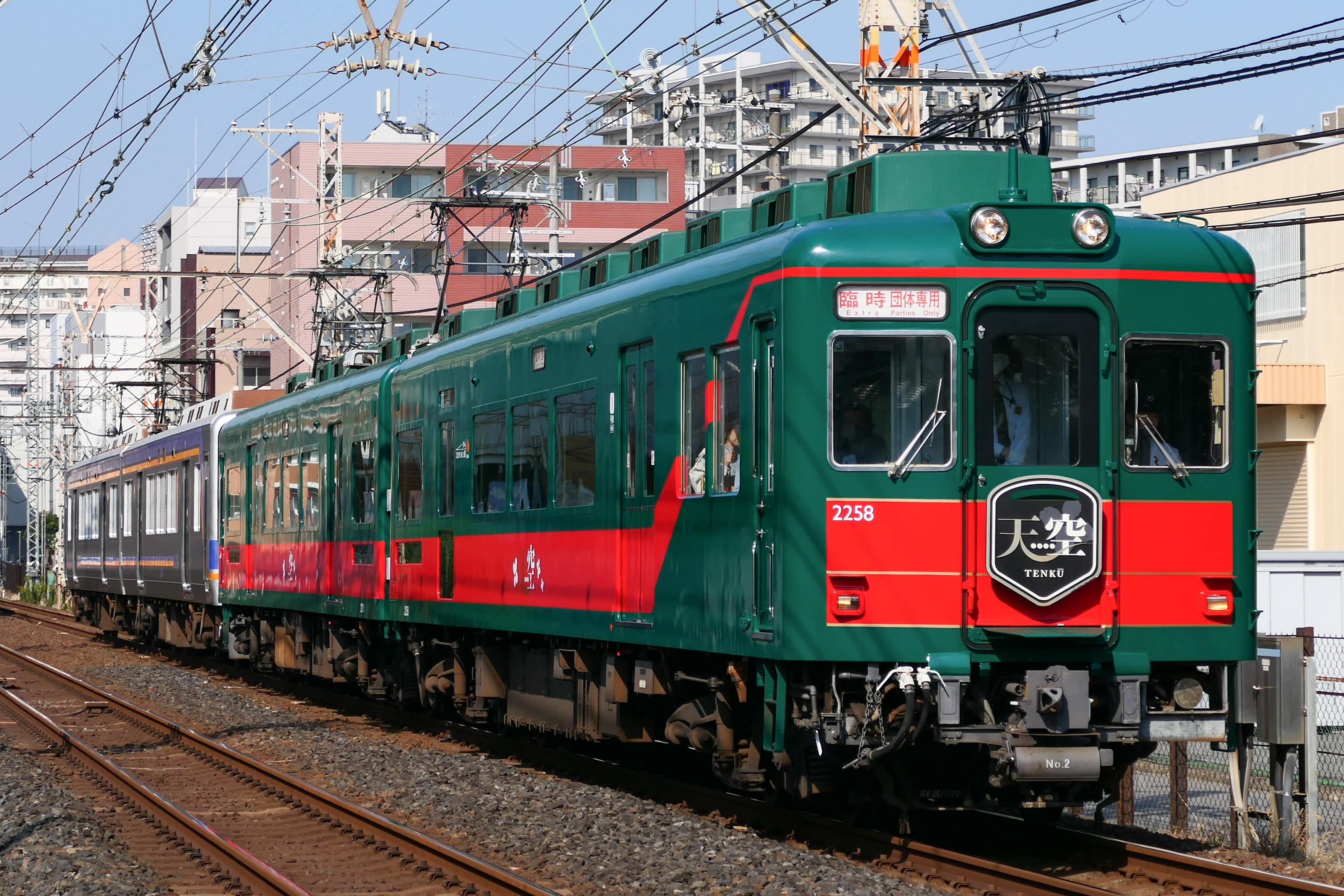
2000系と併結して運転される「天空」
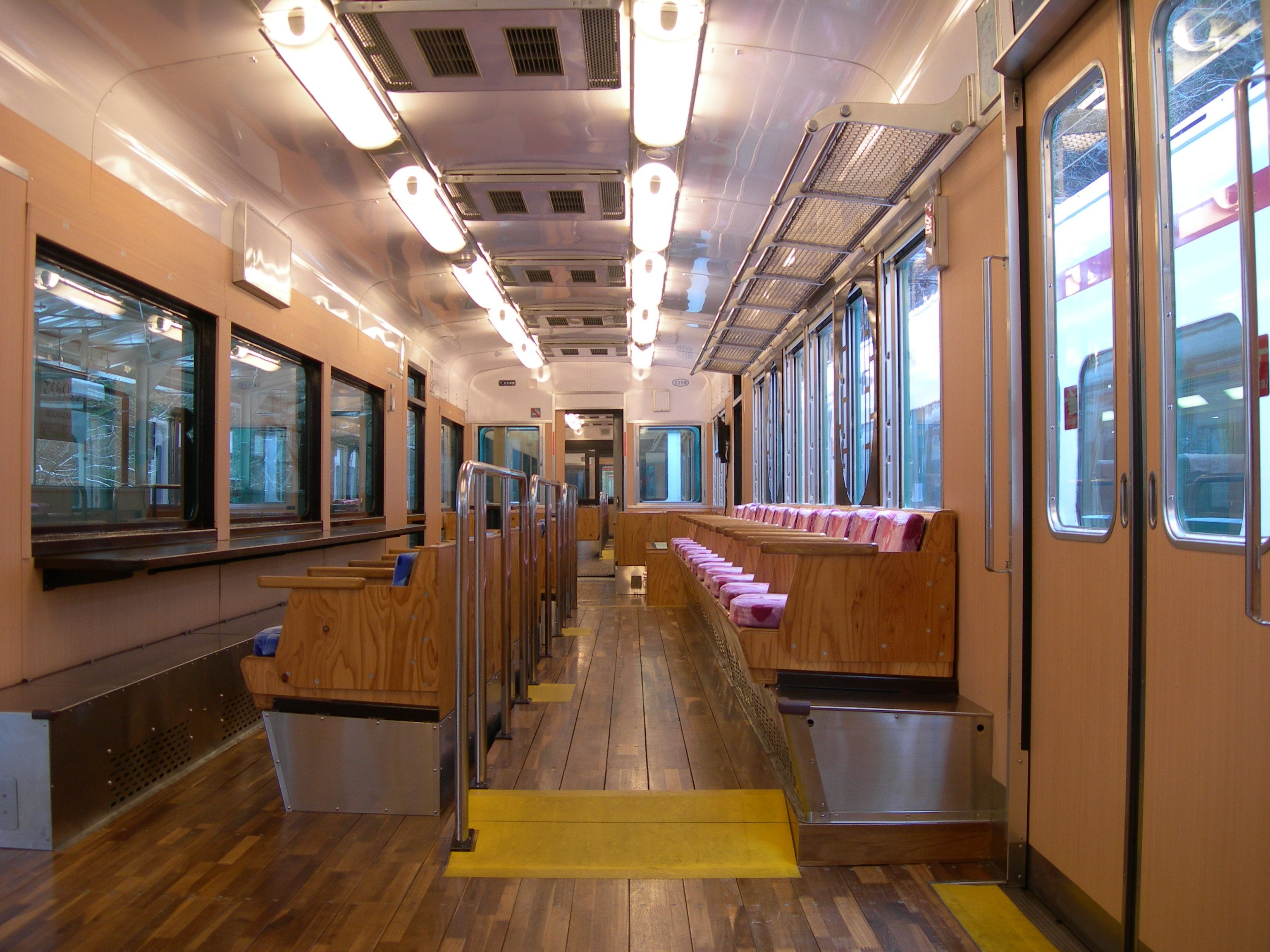
モハ2258車内
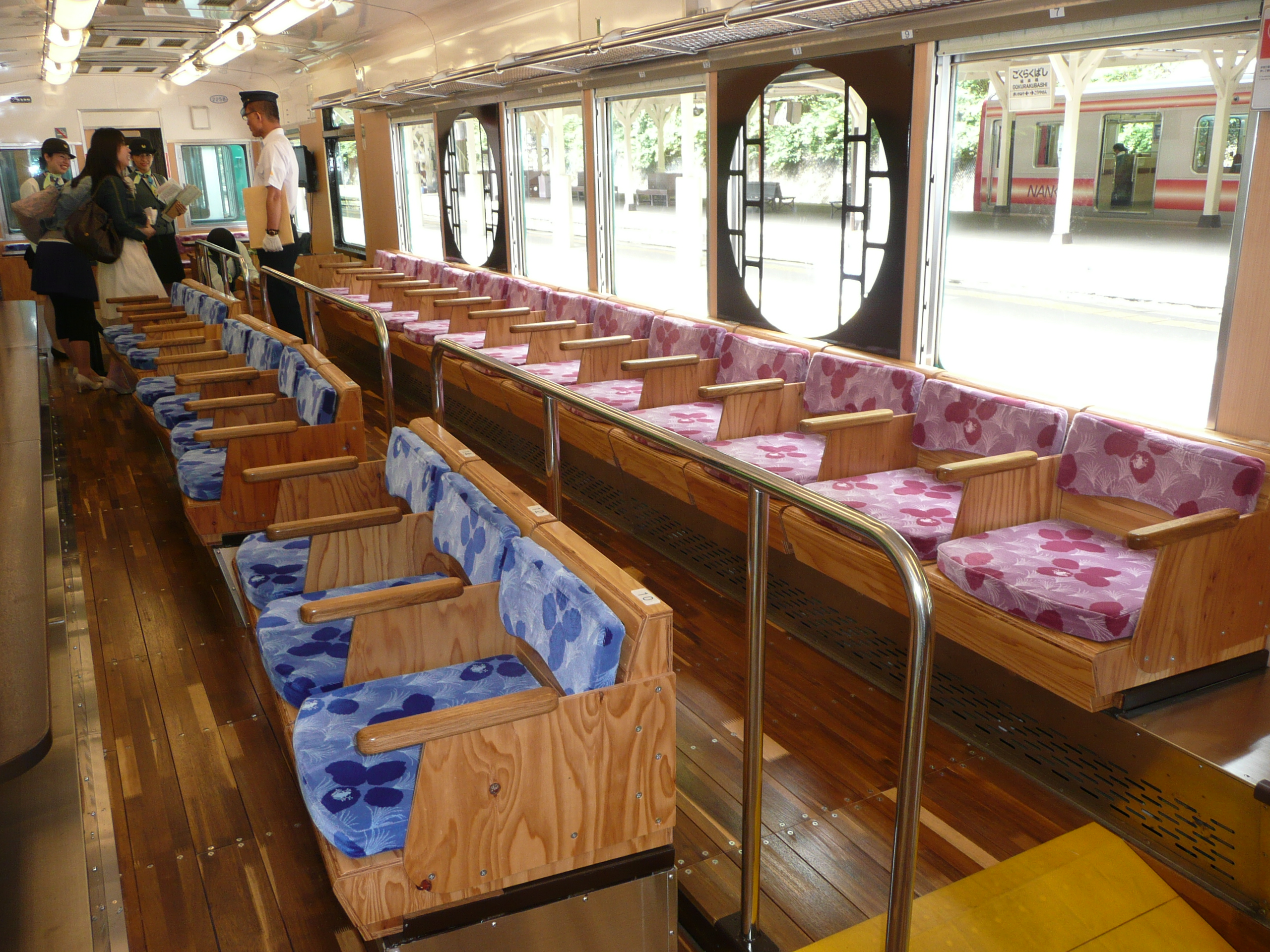
モハ2258車内
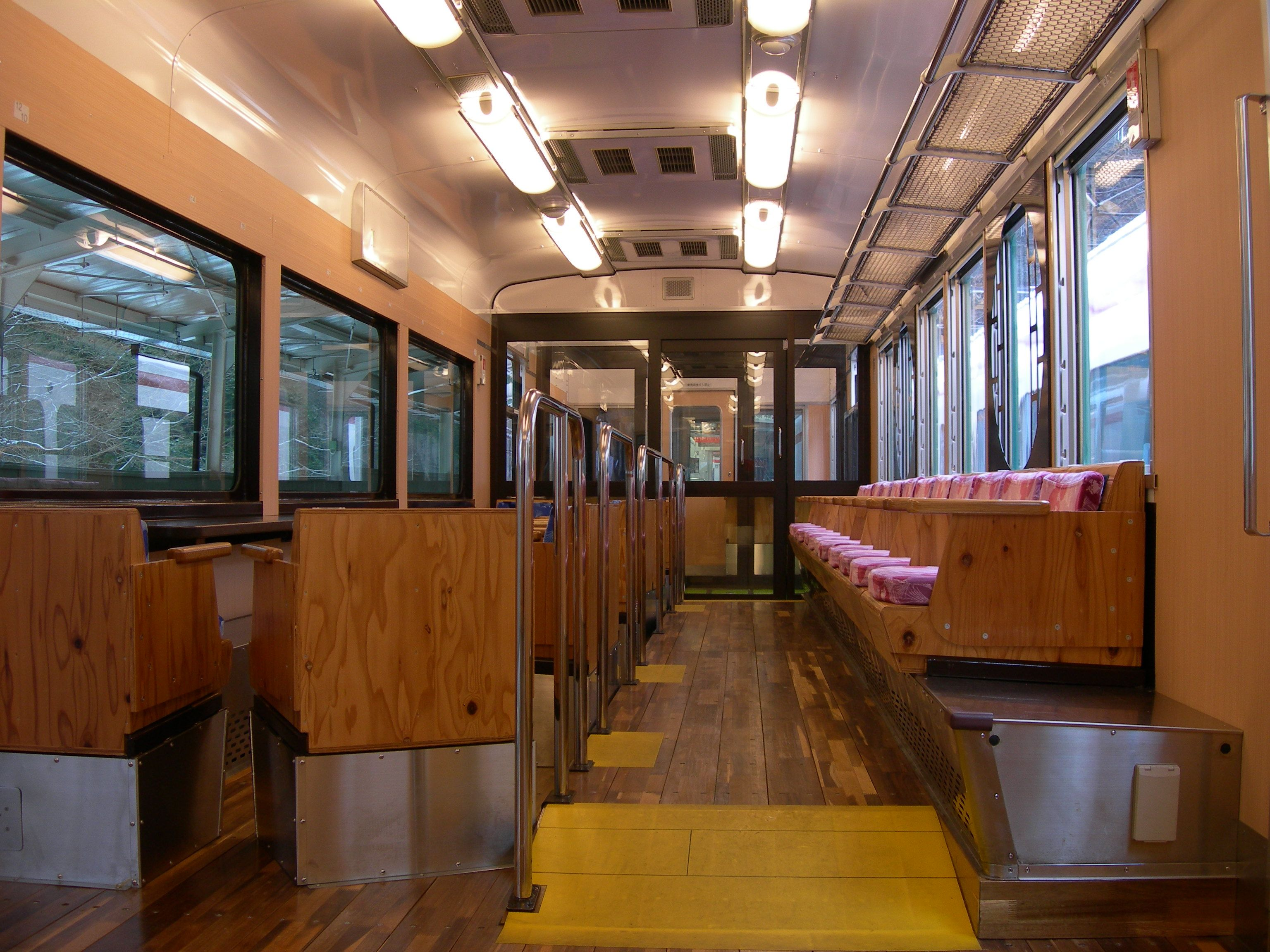
モハ2208車内
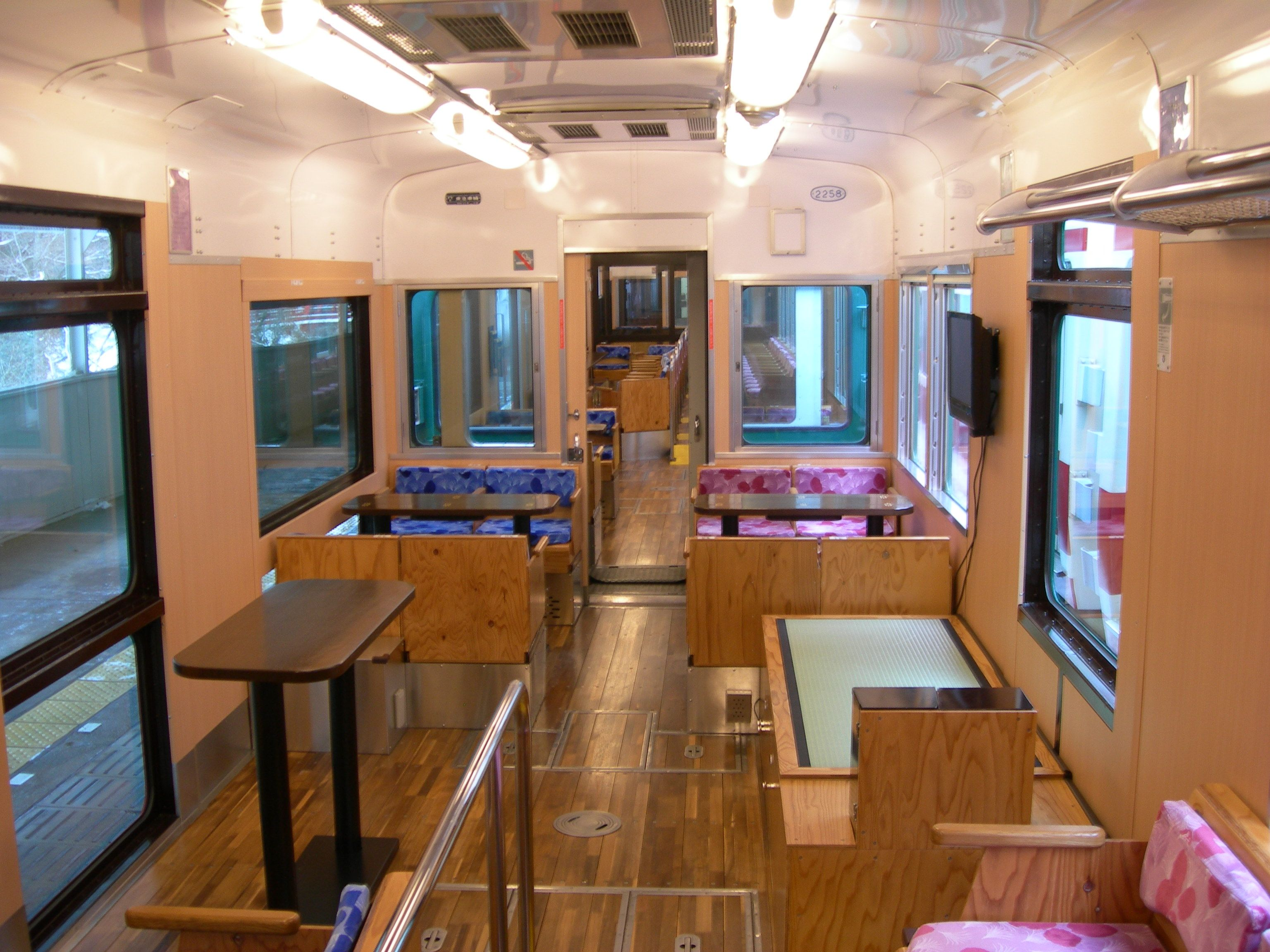
固定クロスシートとイベントスペース

なお、運行開始に先がけて同年4月29日から6月20日まで、期間中の土曜・休日のうち全7日にプレ運行が実施された。営業運転は、勾配区間運転時の安全上の理由から、橋本寄りに2000系2両編成または2300系を自由席車として連結し、4両編成で運転する。2009年（平成21年）12月25日にはイベント列車として橋本駅以北にも入線し、難波寄りに2300系を連結の上、難波駅まで運転された。以降、2019年（令和元年）8月22日と2022年（令和4年）3月24日と2024年（令和6年）11月6日にも難波駅まで入線している。
2025年5月15日に南海は「天空」に代わる新たな観光列車を2025年度に導入し、「天空」に変わる新型車両が登場することを発表した。

## ズームカー塗装への復元

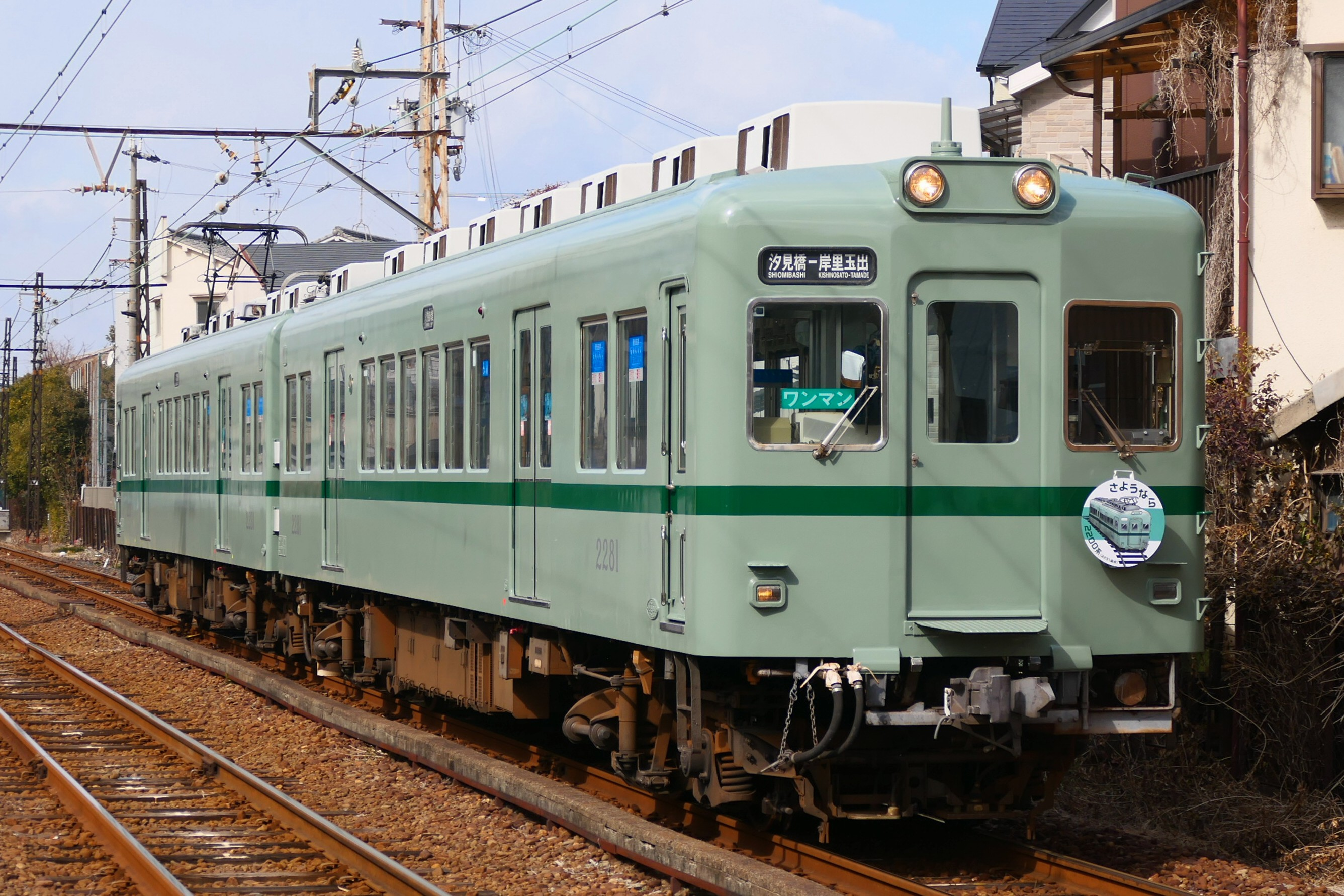
22000系時代の塗装に復刻された2231F（2025年2月5日 津守駅）

南海電気鉄道では今後支線区で使用されている2200系について、2000系をワンマン改造した上で置換えを進めていくとしていたが、2024年（令和6年）12月10日に南海電鉄は現存する2200系2本を、2025年（令和7年）春で完全引退させることを発表した。これに伴い、2231 - 2281の2両編成×1本に、約30年前の「オリエンタルグリーンの車体にエメラルドグリーンの帯」の塗色を復刻させるとともに、2種類の引退記念ヘッドマークが掲出された。
2025年（令和7年）1月19日に汐見橋駅で塗装復元車のお披露目会が行われ、翌1月20日から営業運転を開始した。期間はどちらとも運用終了まで行われる予定。

## 運用

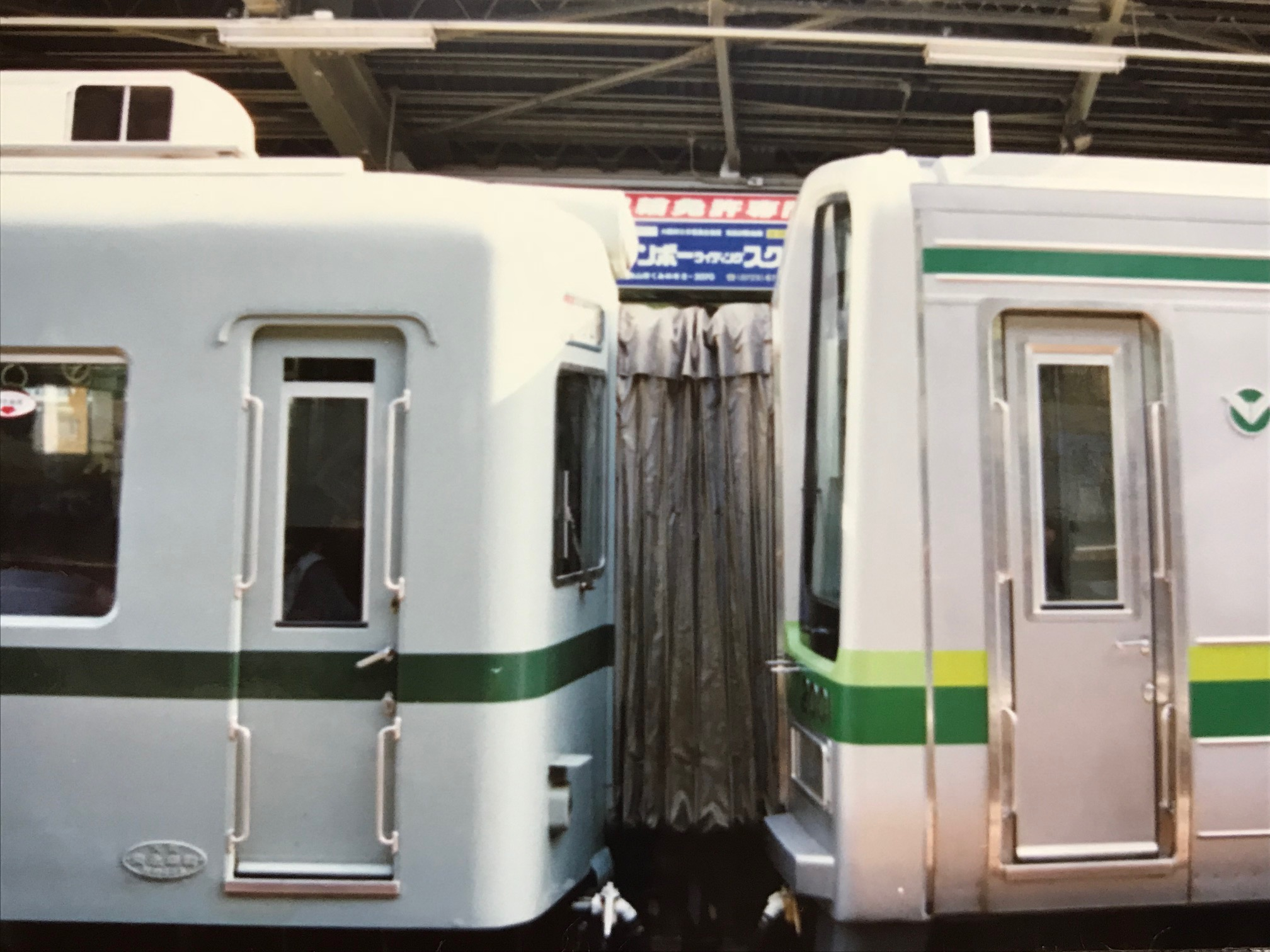
22000系と2000系の混結

河内長野駅以北の増結用車両として、21001系の難波方に本系列を併結し、日中を中心に6両編成で運行されたほか、21001系と共通運用するため本系列同士で4両編成を組成した。この場合、4の倍数の数字の車両番号が極楽橋寄りを向くように通し番号で揃えられていた（例：22001 - 22002 + 22003 - 22004）。1979年以降は8両編成、1995年からは10両編成の列車に組み込まれ使用された。1990年（平成2年）からは同年に運行を開始した2000系との併結運転も行われた。
2000系の増備に伴い、1994年（平成6年）から支線・貴志川線への更新工事・転出が開始された。支線への転属組には、前述の2200系支線用改造車のほか、未更新のままの22001 - 22002・22003 - 22004・22017 - 22018の22000系3本も含まれた。
高野線用改造車も2000系の追加新製により、1997年（平成9年）をもって支線に転用された。これにより先に支線に転属していた22000系3本が余剰となり、また高野線に残っていた22021 - 22022も2000系に直接置き換えられた。これらは更新されることなく1997年（平成9年）から1998年（平成10年）にかけて廃車され、一部の編成は熊本電気鉄道に譲渡された。
2200系の高野線用改造車・支線用改造車は、長らく汐見橋線・高師浜線・多奈川線・加太線・和歌山港線で運用されていた。貴志川線用改造車は2006年（平成18年）4月1日の貴志川線の経営移管とともに和歌山電鐵へと継承されている。2203編成は2009年（平成21年）に観光列車「天空」へ再改造された。
支線区に残る2200系も2000系ワンマン化改造車への置き換えが進められ、2201編成と2202編成は2023年（令和5年）から2024年（令和6年）にかけて銚子電気鉄道へ譲渡、2233編成は2024年に廃車された。残る2231・2232編成も2025年春に引退することが決定し、2025年1月には2231編成が22000系時代のズームカー塗装に復元された。
2025年3月には、2232Fに銚子電鉄とのコラボヘッドマークが掲出された。なお、このヘッドマークは、銚子電鉄でも22005編成に同じ柄のヘッドマークを4月に掲出している。

## 譲渡車

### 熊本電気鉄道

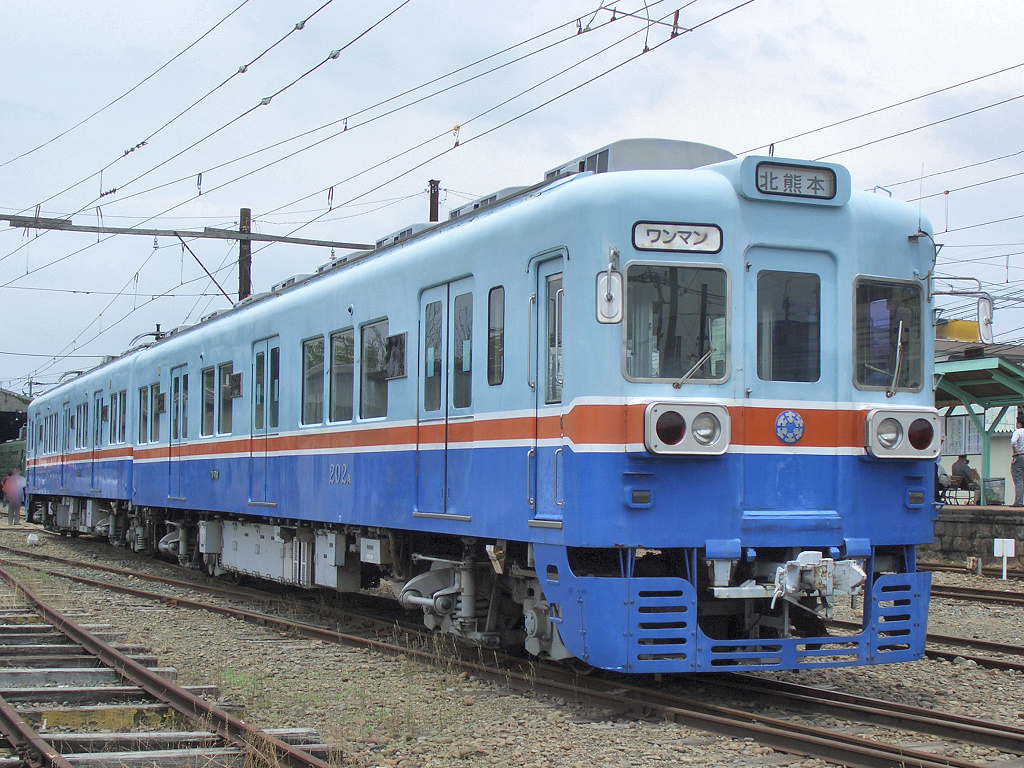
熊本電気鉄道200形（2009年 北熊本駅）

22000系として廃車となった編成のうち、22003 - 22004の2両が1998年（平成10年）に熊本電気鉄道に譲渡され、同社200形電車 (3代)として竣工した。2019年7月まで運行されていた。

### 和歌山電鐵

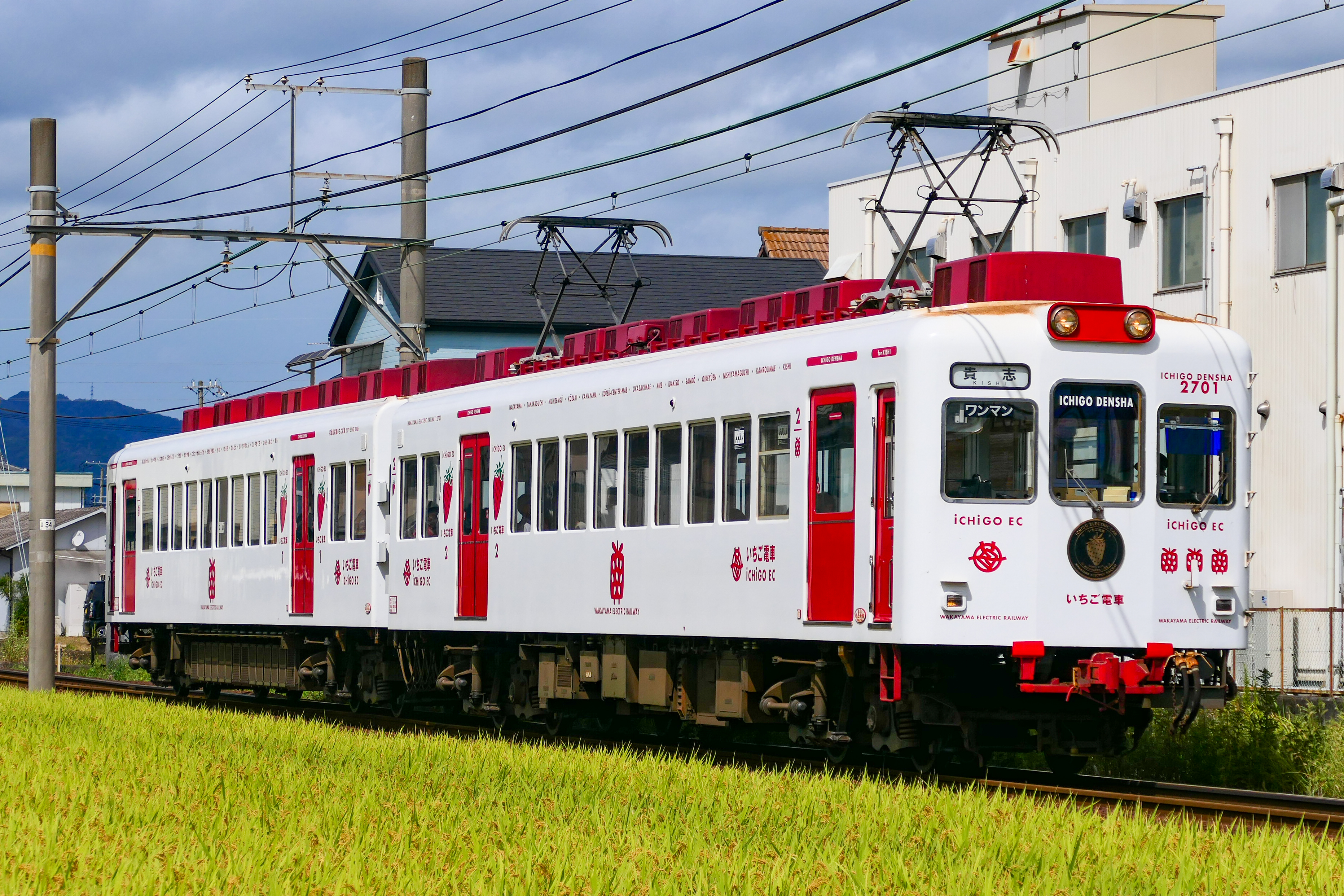
和歌山電鐵2270系「いちご電車」（2023年）

2006年（平成18年）に貴志川線が和歌山電鐵に経営移管されたのに伴い、貴志川線用2200系の全車が譲渡され、同社の2270系となった。2006年（平成18年）より水戸岡鋭治のデザインによる「いちご電車」などのリニューアル車が運転されている。貴志川線の架線電圧は2012年（平成24年）2月に1,500 Vに変更されており、昇圧後も引き続き使用されている。

### 銚子電気鉄道

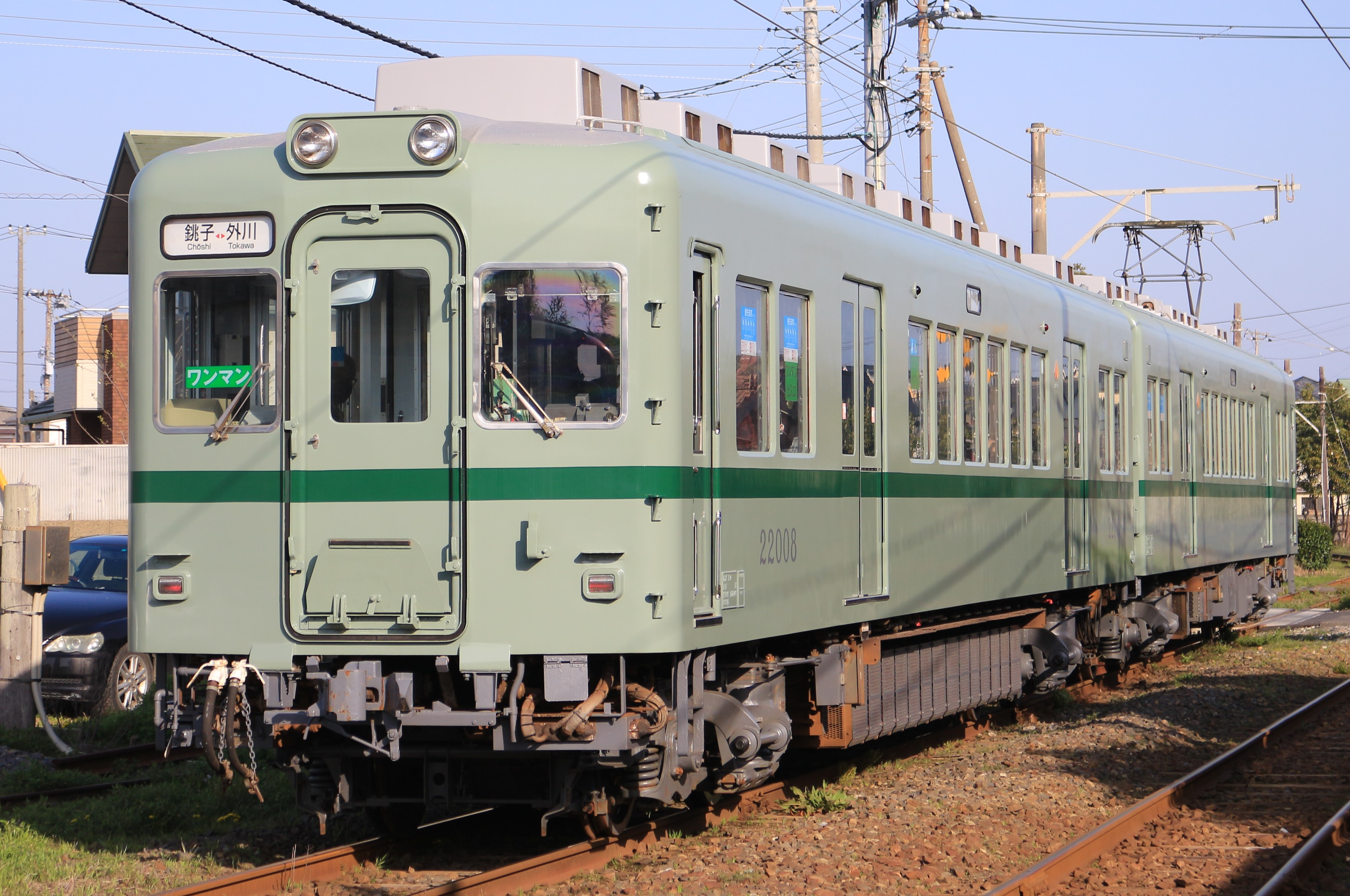
銚子電気鉄道22000形22007編成（2024年 笠上黒生駅）

2023年（令和5年）8月17日、2200系のうち2202 - 2252が銚子電気鉄道へ譲渡され、京王重機にて改造の上、22000形として2024年（令和6年）3月10日に出発式が行われた。同年3月29日より朝の2往復限定で営業運転を開始、同年5月9日より終日運行が開始された。車番はクハ22007 - デハ22008に戻されている。
2024年（令和6年）8月16日には2201 - 2251も銚子電気鉄道へ譲渡され京王重機にて改造、車番はクハ22005 - デハ22006に戻されている。なお、こちらはクラウドファンディングを実施し資金を集め、観光列車に改造された。2025年（令和7年）3月1日に出発式が実施され、現在南海電気鉄道も走る紀伊国（現在の和歌山県など）の出身で、外川漁港を築いた漁師崎山次郎右衛門にちなみ「次郎右衛門（じろうえもん）」の愛称が付けられた。同年4月1日に運行を開始した。